# Ivan Surikov
Ivan Zacharovič Surikov (in russo Иван Захарович Суриков?; Uglič, 6 aprile 1841 – Mosca, 6 maggio 1880) è stato un poeta e scrittore russo noto per le sue ballate popolari.

## Biografia
Ivan Surikov nacque nel villaggio di Novosyolovo vicino a Uglič, figlio di Zachar Adrianovič Surikov, un contadino. Ivan trascorse i primi otto anni della sua vita nel villaggio con sua madre e sua nonna, poi nel 1849 si trasferì a Mosca dove suo padre aveva aperto un piccolo negozio di alimentari a Ordynka. Le suore del luogo insegnarono al ragazzo a leggere e scrivere. Suo padre considerava la lettura di libri dannosa per la mentalità del buon commerciante, ma Ivan si ostinava a studiare. Alla fine del 1850 il negozio fallì e Zachar Surikov tornò a Novosyolovo, lasciando il ragazzo come impiegato in un negozio di proprietà di suo zio. Nel 1859 il padre tornò a Mosca dove acquistò un altro negozio.
Nel 1860 Ivan Surikov inviò un taccuino con i suoi versi ad Aleksej Fëdorovič Merzljakov e fu incoraggiato dalla risposta favorevole del poeta. "Originalità, soulfulness e profonda passione" erano le qualità che Pleshcheyev amava di più. Sempre nel 1860 Surikov sposò Maria Ermakova, una ragazza di famiglia povera, che si dimostrò sua amica devota e di grande aiuto nella sua vita. Nel 1864 morì la madre di Ivan, suo padre si risposò e la vita nella casa di quest'ultimo divenne insopportabile. Ivan affittò un appartamento con la moglie e da quel momento si guadagnò da vivere facendo lavori part-time, come quello di un dattilografo.
Alla fine del 1860 Surikov incontrò due poeti, Alexander Levitov e Filipp Nefyodov, che lo aiutarono a pubblicare i suoi versi su riviste come Delo, Otechestvennye Zapiski e Semya i Shkola. Nel 1871 uscì la sua raccolta d'esordio Poesie (che verrà ristampata nel 1875 e nel 1877). I critici di sinistra salutarono il nuovo arrivato ma deplorarono l'ambito tematico piuttosto limitato (le difficoltà del contadino, la crudeltà della matrigna, i matrimoni, ecc.) del suo lavoro. Nel 1875 divenne membro della Russian Literature Society (nominato da Fyodor Buslayev). Il suo prossimo progetto, una rivista letteraria esclusivamente per autori delle classi inferiori, non si concretizzò mai. Alla fine del 1870 Ivan Surikov si ammalò di tubercolosi, che lo portò alla morte nel 1880, all'apice della sua attività.

## Stile dell'autore
L'eredità di Ivan Surikov è solitamente vista come parte della tradizione stabilita dai due maggiori poeti folcloristici russi, Aleksej Vasil'evič Kol'cov e Ivan Savvič Nikitin. Tuttavia, mentre entrambi i suoi antenati spirituali utilizzavano le strutture e i motivi del folclore russo tradizionale come modello e, pur essendo maestri della `` poesia paesaggistica '', difficilmente potevano essere descritti come narratori, le poesie di Surikov di solito avevano trame ed erano piene di dramma, sebbene di un marchio semplicistico, caratterizzato solo da sentimenti "forti", diretti, privi di sfumature emotive.
Koltsov e Nikitin prosperarono in un momento in cui la popolarità del folklore classico in Russia raggiunse il suo apice. Surikov, con la sua galleria di personaggi urbani di classe inferiore (sarti, lavoratori manuali, senzatetto, vagabondi) è spesso considerato il fondatore di quello che più tardi sarebbe stato definito " romanzo urbano russo ". Le sue ballate avevano una struttura simile a una canzone, e le persone che lo conoscevano ricordavano come "provasse" ogni nuovo pezzo cantandolo ad alta voce. 
Anche Surikov aveva il suo "ciclo contadino", ma ancora una volta le sue poesie erano generiče, rappresentavano "la voce della gente comune", piuttosto che proporre opinioni personali. Essendo prima di tutto un narratore, Surikov non ha mai optato per trame elaborate. Persino la stampa democratica che sosteneva il "poeta del popolo'' autodidatta, deplorava la ristrettezza del suo spettro artistico che abbracciava prove e tribolazioni solo del tipo più banale (privazioni della povertà, rimostranze del matrimonio, crudeltà della matrigna, ecc.).